# Franz Schuch el Vell
Franz Schuch el Vell   (Viena, 1716 - Frankfurt del Main, desembre 1763) va ser un actor alemany i cap d'una companyia de teatre itinerant d'origen austríac.

## Biografia
Schuch va abandonar l'escola, i va completar els seus estudis en un col·legi dels jesuïtes prop de Viena, després d'uns anys sense graduar-se. Es va unir a Carl Friedrich Reibehand († 1754) i a la seva companyia de teatre (Deutsche Wanderbühne). Allà va actuar, entre altres coses, juntament amb Johann Friedrich Lorenz i Carl Friedrich Rademin.
Schuch no només va atreure el públic com a actor i artista de titelles, sinó que també va aconseguir l'èxit repetidament amb les seves pròpies petites peces (principalment adaptacions). Al cap d'uns anys va deixar Reibehand i va fundar la seva pròpia companyia de teatre. Durant aquest temps va estar casat amb l'actriu austríaca Barbara Rademin, a qui va conèixer junt amb el seu col·lega Filippo Nicolini a Braunschweig.
Aquest matrimoni només va durar poc temps i Schuch aviat es va casar amb una filla del director de l'escola Schleißner a Gera. Amb ella va tenir tres fills Franz, Christian i Wilhelm. Quan la seva dona va morir, Schuch es va casar per tercera vegada amb la filla del seu col·lega Köhler el 1754.
El 1742, Schuch va rebre el "Privilegium Privativum" de la ciutat de Breslau i a partir d'octubre de l'any següent se li va permetre actuar amb la seva comparsa fora de Silèsia. Va fer construir un teatre a Wroclaw, que ara és la seu del Teatre Polonès de Wroclaw. Més gires el van portar a Berna (1747) i Estrasburg (1749), però també va aparèixer a Alemanya entre Ratisbona (1748), Lübeck (1753) i Berlín (1754).
Després es va establir a Berlín i inicialment va actuar regularment als voltants. Com que no tenia lloc permanent, se li va concedir el "Privilegi general per a Prússia" amb efectes del 17 d'agost de 1755. Això va assegurar les seves aparicions regulars entre Berlín, Danzig, Königsberg i Stettin. Amb motiu d'una actuació convidada a Breslau, Schuch també va poder adquirir la ciutadania.
Només el seu fill, Franz Schuch el Jove, va poder trobar un lloc permanent per a la companyia Schuch. Va poder obrir el "Schuch'sche Theatre" a la Behrenstrasse 55.
Franz Schuch va morir el desembre de 1763 a Frankfurt/Oder on hi va trobar el seu darrer lloc de descans.

## Recepció
Franz Schuch va intentar reformar el teatre alemany juntament amb Friederike Caroline Neuber. El més destacat d'això va ser la cremada pública d'un ninot arlequí el 1737, amb la qual es pretenia derrotar la imatge del bromista. Per la seva pròpia admissió, Schuch va pensar molt poc en aquesta "reforma". Va continuar apareixent com a arlequí o com a Hanswurst vienès (persona divertida) i, com el seu col·lega Josef Anton Stranitzky, va tenir un gran èxit de públic. Schuch també es considera el primer a Alemanya que inclou regularment escenes de ballet a les seves actuacions.
Com a director del seu propi conjunt, va sobreviure a la Guerra dels Set Anys i també va estar en competència econòmica directa amb els actors i directors teatrals, Konrad Ernst Ackermann i Johann Friedrich Schönemann.
Karl Friedrich Flögel descriu el seu vestit i un retrat de Schuch també es troba a la col·lecció de Georg Wolfgang Panzer.
A la companyia de teatre de Schuch hi van actuar al llarg dels anys, entre d'altres: Johann Anton Stenzel (1705–1781), Conrad Ekhof (1720–1778), Adam Gottfried Uhlich (1718–1753), Christian Gottlob Stephanie (al voltant de 1733–1798), Johann Gottfried Brückner (1730–1786), Johann Christian Brandes (1730–1781) –1799), Karl Theophil Döbbelin (1727–1793), Friederike Sophie Seyler (vers 1737–1789) i Susanne Mécour (1738–1815).

## Treballs (selecció)
Obres pròpies
- Les bromes astutes i estranyes del mundialment famós Cartouche.
- El naixement de l'arlequí de l'ou.
- Els meravellosos esdeveniments d'un noble espanyol sota el nom de "Don Gartias" amb Hanns-Wurst, un inventor ridícul d'estranyes diversions.
- Scapin els Galante, i els amorosos mestres d'estable de Curieu a peu.
- Arlequí, beneït per la màgia, es va transformar en una catorzena forma, es va suïcidar i va tornar a sortir de la tomba.

Edicions
- Christian Fürchtegott Gellert, Gotthold Ephraim Lessing, August Wilhelm Schlegel, Adam Gottfried Uhlich, Pierre Corneille, Carlo Goldoni, Ludvig Holberg, Molière, William Shakespeare